# Манадаш
Манадаш (порт. Manadas) — невелике поселення, яке знаходиться на острові Сан-Жорже, та входить в округ Азорські острови. Також, є основною частиною муніципалітету Велаш.
Населення Манадашу, згідно з даними за 2001 рік, складає 400 осіб. Площа поселення складає 12,50 км².

## Покровителька
Покровителькою острова у XV — XVIII століттях була Свята Варвара. На її честь у Манадаші збудовано церкву Святої Варвари, яка є прикладом архітектури в стилі бароко.

## Історія
Згідно з історією, порт Манадаш збудований у 1647 рокі. Ціль, згідно з якою порт був збудований — контроль за рухом торгових суден та захисту від нападів піратів та різних ворогів, які хотіли пограбувати острів.
Також Манадаш відігравав роль у торгівельних шляхах. Він був пунктом відпочинку та базою для транспортування цитрусових, які були вирощені фермерами острова і згодом транспортовані в Європу та Англію.
На цьому острові народився португальський етнограф — Жоао Соареш Тейшейра де Соуза. Він також був відомий як політик та дослідник історії місцевого району, а точніше - Азорських островів; спеціаліст в області етнографії та антропології. Також Жоао Соареш Тейшейра де Соуза зробив великий вклад в історико-культурне надбання острова Сан-Жорже, був автором численних статей, а також історичних журналів, які були пов'язані з історичними та етнографічними дослідженнями.